# يان فوس (سياسي)
جان فوس (بالهولندية: Jan Vos)‏ هو سياسي هولندي، ولد في 9 فبراير 1972. حزبياً، نشط في حزب العمل. وقد انتخب عضو مجلس نواب هولندا ‏ (20 سبتمبر 2012 – 22 مارس 2017).